# Nokia 770
Nokia 770 Internet Tablet — карманный компьютер от компании Nokia («интернет-планшет» по классификации Nokia), анонсированный на LinuxWorld Summit в Нью-Йорке 25 мая 2005 года. Устройство предназначено для использования беспроводного Интернета, просмотра электронной почты. Текстовое и голосовое (VoIP) общение через Интернет возможно с помощью предустановленных приложений Chat и Internet Call, поддерживающих сервисы Google Talk и Jabber, а также с помощью дополнительно устанавливаемого клиента для VoIP-сервиса Gizmo5. Предустановлены приложения для Интернет-радио, чтения RSS, просмотра изображений и документов в формате PDF и др. С помощью сторонних утилит возможно использование miniUSB-порта планшета в режиме USB-host, а также расширение функциональности модуля Bluetooth, в частности, подключение к планшету беспроводной клавиатуры, поддерживающей стандартный профиль HID (например, Nokia SU-8W) и внешнего GPS-навигатора.
В 2007 году Nokia объявила о выходе модели N800, которая заменила Nokia 770 в модельном ряду карманных компьютеров компании.